# Tyrissa perstrigata
Tyrissa perstrigata är en fjärilsart som beskrevs av William Schaus 1911. Tyrissa perstrigata ingår i släktet Tyrissa och familjen nattflyn. Inga underarter finns listade i Catalogue of Life.